# Patroons d'Albany
Les Patroons d'Albany (en anglais : Albany Patroons) sont une franchise américaine de basket-ball. Celle-ci a évolué en CBA puis en USBL, en IBL et en NAPBL. Depuis 2019, elle évolue en TBL. Le club est situé à Albany dans l'État de New York.

## Historique
Du temps ou la franchise se dénommait le Pride du Connecticut, l'équipe rejoint l'International Basketball League en raison de l'arrêt de la CBA en 2001. C'est cette année-là qu'elle disparut, avant de renaître en 2005 avec une expansion de la CBA sous le nom de Patroons d'Albany. La franchise évolue de 2006 à 2009 dans l'United States Basketball League avant de renaître à nouveau en 2017 dans la North American Premier Basketball League (ligue renommé The Basketball League en 2019).

## Noms successifs
- 1982-1992 : Albany Patroons

l'un des anciens logos

l'un des anciens logos

- 1992-1993 : Capital Region Pontiacs
- 1993-1993/1994 : Hartford Hellcats
- 1993/1994-2001 : Connecticut Pride
- 2005-2009 : Albany Patroons
- 2018- : Albany Patroons

## Palmarès
- Champion TBL : 2019
- Vainqueur de la CBA : 1984, 1988, 1999
- Finaliste de la NAPB : 2018

## Joueurs et personnalités du club

### Entraîneurs
- 1982-1983 :  Dean Meminger
- 1983 :  Sam Worthen
- 1983-1987 :  Phil Jackson
- 1987-1988 :  Bill Musselman
- 1988-1989 :  George Karl
- 1989-1991 :  George Karl
- 1993 :  Jim Price
- 1993-1994 :  Randy Smith
- 1994-1995 :  Paul Mokeski
- 2004-2007 :  Micheal Ray Richardson
- 2006-2007 :  Sean Higgins
- 2007-2009 :  Vincent Askew
- ?-présent :  Derrick Rowland

### Joueurs emblématiques
- Micheal Ray Richardson
- Donald Boyce

## Sources et références
1. ↑  Seuls les principaux titres en compétitions officielles sont indiqués ici.